# UFC 101
UFC 101: Declaration fue un evento de artes marciales mixtas celebrado por Ultimate Fighting Championship el 8 de agosto de 2009 en el Wachovia Center en Filadelfia,  Pensilvania.

## Historia
El combate entre Rousimar Palhares y Alessio Sakara fue cancelado debido a que Palhares sufrió una fractura durante el entrenamiento. A su vez, Thales Leites intervino para enfrentar a Sakara.
George Roop se enfrentó a George Sotiropoulos después de que Rob Emerson se retirara de la pelea debido a un corte que requería puntos de sutura.

## Resultados
1. ↑  Por el campeonato de peso ligero de UFC.

## Premios extras
Cada peleador recibió un bono de $60,000.
- Pelea de la Noche: Anderson Silva vs. Forrest Griffin
- KO de la Noche: Anderson Silva
- Sumisión de la Noche: B.J. Penn